# Kilsyth
Kilsyth é uma cidade da Escócia, localizada na área de North Lanarkshire.